# Világi domonkos közösségek
A világi domonkos közösségek vagy Szent Domonkos Rendjének világi közösségei a Domonkos-rend világi harmadrendje, katolikus lelkiségi mozgalom. Tagjai a domonkos lelkiség szellemében, a szemlélődés és apostolkodás megfelelő egyensúlyát megtartva igyekeznek a világban élni.

## Története
- 1285-ben Munoz de Zamora általános rendfőnök adta ki a harmadrend első szabályzatát. Ekkor még nem különült el élesen egymástól a világi és a szerzetesi harmadrend. Utóbbi olyan együtt élő nővérek közössége, akik elsősorban nem szemlélődő, hanem apostolkodó életet élnek. Ezt nevezik kongregációnak.
- 1998-ban alakult meg a világi domonkosok európai tanácsa, és kidolgozták saját működési szabályzatukat.
- 2001-ben alakult meg a világi domonkosok nemzetközi tanácsa, melyben minden földrészt egy-egy tag képvisel. Az első nemzetközi konferencia 2006-ban volt.

Magyarországon a kommunizmus alatt a közösségek csak titokban működhettek, domonkos atyákat börtönöztek be (pl. Szigeti Imre József domonkos atyát 16 évre). 1989 márciusában alakult újra hivatalosan az első budapesti közösség. Mészáros Domokos atya kezdeményezésére jöttek létre újabb közösségek: Orosházán (1983), Hódmezővásárhelyen (1984), Isaszegen (1984), Szentesen (1985), Emődön, Lakiteleken (1988), Debrecenben (1995) és Budapesten a második közösség (1992).
Ma Európában kb. 10 000 világi domonkos él, míg világszerte összesen körülbelül 100 000, melyből kb. 63 000 Ázsia-Óceánia területén és kb. 2 500 Dél-Amerikában.

## Tevékenysége
A közösségi tagok tevékenysége a domonkos lelkiség négy alappillérére épül:
1. tanulás (a katolikus hit megismerése)
2. ima (Isten dicsérete)
3. prédikáció (hiteles tettekkel)
4. közösség (a fenti három közös végzése)

Vezérmotívumuk: tenni akarás azért, hogy minden körülöttük élő ember megismerje és megszeresse a Teremtőt.
Fő eszközük: a szó. Minden domonkos életében központi szerepe van az Istenről és az Istennel folytatott kommunikációnak. A kommunikáció eredményessége érdekében
- minden kommunikációs csatornát használnak, a legegyszerűbbtől a legmodernebbig;
- folyamatos szakirányú képzéssel/önképzéssel friss ismereteket szereznek;
- a gyakorlatban is igyekeznek megélni azt, amiről beszélnek;
- mindennap (elsősorban szemlélődve) imádkoznak.

Fontosnak tartják, hogy megvédjék a szabadságot és előmozdítsák az igazságosságot és a békét.
Mindennapi életükben kiemelt feladat számukra az állapotbeli kötelességek példás teljesítése, egyházközségük, plébániájuk szolgálata valamint a domonkos szerzetesek, apácák apostoli munkájának támogatása. Mindehhez megpróbálják megteremteni az életállapotuknak megfelelő egyensúlyt a domonkos szemlélődés és aktivitás között.

### Tagság
Új tagként felvételt nyerhetnek mindazon férfiak és nők, akik
- római katolikus vallásúak,
- 18 éven felüliek,
- bérmálkoztak,
- a katolikus hit és erkölcs alapvető tanításait ismerik, elfogadják és élik,
- valamint nincsenek elkötelezve más olyan lelkiségi mozgalomhoz, amelyik szabályzattal rendelkezik.

A tagok tehát olyan világi foglalkozásúak, akik hivatásuk megtartása, ellátása mellett a domonkos világi közösségek szabályai szerinti feltételeket vállalni tudják. Lehetnek egyedülállók, vagy szentségi házasságban élők. Minden jelentkezőnél és tagnál egyaránt elvárás az egyházjogilag rendezett életállapot és az annak megfelelő tisztaság. Házasoknál ajánlott, hogy lehetőség szerint mindketten csatlakozzanak a világi közösséghez. Ha csak az egyik fél lép be, akkor az semmiképpen sem történhet a házasság rovására. Egyházmegyei szolgálatban lévő papok is csatlakozhatnak. Az alkalmasság megítélésénél fontos szempont az alkalmazkodó képesség. A jelöltek közösségük vezetőjének és a Domonkos Rend általános főnökének ígérettel kötelezik el magukat arra, hogy lelki-erkölcsi értelemben követik Szent Domonkos szellemiségét: szemlélődő lelkiséggel önmegszentelő, bűnbánó, engesztelő és apostolkodó életet élnek. Egy világi domonkos élethelyzetét azonban nem szabhatja meg rendi elöljárója, mivel csak lelki-erkölcsi értelemben elöljáró.
Egy tag alapvető vállalásai közé tartozik:
- a Szentírás, különösen az Újszövetség olvasása;
- napi szentáldozás;
- gyakori szentgyónás;
- a zsolozsma elmondása közösségben;
- egyéni imádság (például elmélkedés, rózsafüzér);
- a kor problémáinak folyamatos átgondolása a hit fényében;
- a domonkos hagyománynak megfelelően buzgó áhítat Szűz Mária, Szent Domonkos és Sziénai Szent Katalin iránt;
- a rendszeres részvétel domonkos lelkigyakorlatokon.

### Közösségek
A világi domonkosok autonóm közösséget alkotnak, önmagukat önállóan kormányozzák:
- Rendi szinten: az általános rendfőnök a közösségek vezetője.
- Tartományi szinten: a tartományfőnök áll a közösségek élén, tartományának határain belül. A világi közösségek hozzák létre tartományi tanácsukat. Ez a tanács választja a tartomány világi elnökét.
- Közösségi szinten: a helyi közösséget a világi vezető és a közösség tanácsa együttesen vezeti.

A közösségekben a tagok száma minimum 3, maximum 14–16 fő. A helyi közösség vezetője vagy megbízottja szervezi a közösségi találkozókat, amelyeknek rendjét és módját önállóan határozzák meg a szokásokat figyelembe véve, általában havi egy-két alkalommal templomokban és családoknál. Elszigetelt, magányos világi domonkosok, akik életállapotuk (például egészségük vagy a távolság) miatt nem képesek közösségi összejöveteleket látogatni, levelezés útján tartják a kapcsolatot egy közösséggel.
Az összejövetelek alapvető elemei:
- szentmise,
- imádság,
- tanulás,
- domonkos ünnepek, emléknapok megtartása,
- testvéri kapcsolatok ápolása.

Magyarországon a világi domonkosoknak tizenhárom közösségük van, összesen kb. 90 taggal a következők szerint:
- Budakeszi,
- Budapest (két közösség),
- Debrecen,
- Emőd,
- Hódmezővásárhely,
- Isaszeg,
- Kerekegyháza,
- Lakitelek,
- Szendrő,
- Székesfehérvár (2 közösség).
- A Bulgáriában, Szófiában lévő közösség is Magyarországhoz tartozik szervezetileg (Magyarország és Bulgária egy vikariátust alkot).

A közösségi találkozókon túl nyaranként országos lelkigyakorlataik vannak, valamint évente három alkalommal országos lelki napot tartanak. 1989 óta háromévenként európai szintű konferenciákat is szerveznek a közösségek számára.

## Híres világi domonkosok

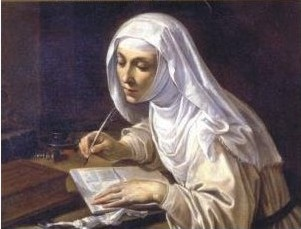
Sziénai Szent Katalain egyháztanító

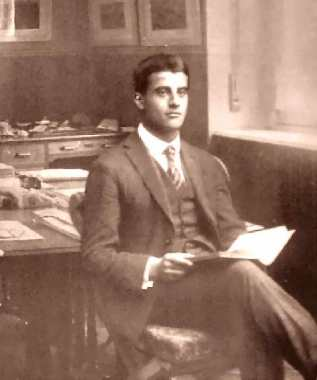
Boldog Pier Giorgio Frassati

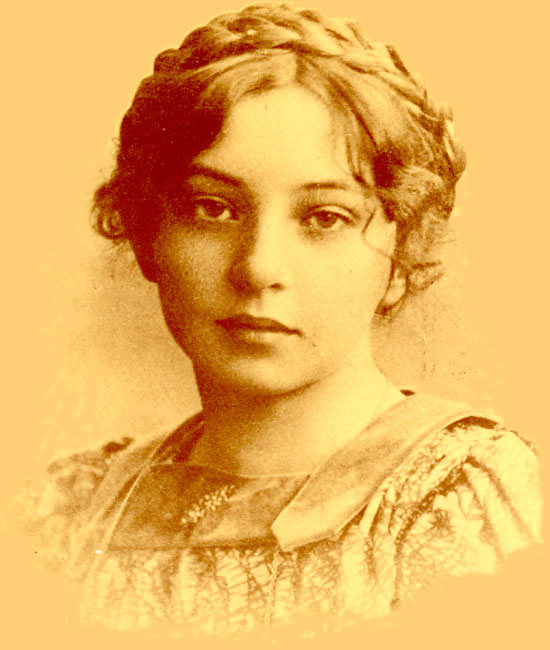
Sigrid Undset Nobel-díjas írónő

- Bergamói Boldog Albert (1214−1279) családapa, bűnbánó

Gazdagságát eleinte arra használta, hogy a szegényeket támogassa, majd maga is szegénnyé lett Istenért. Életmódját látva sok eretnek tért vissza a katolikus egyházba.
- Lemberki Szent Zediszláva (1220−1252)

Morvaországi grófnő, a szegények és a csehországi domonkos testvérek nagy jótevője.
- Boiani Boldog Beneventura (1255−1292), Istennek szentelt szűz, bűnbánó.

Amikor letette harmadrendi fogadalmát Guzmán Szent Domonkos sírjánál csodálatos módon meggyógyult betegségéből.
- Orovietoi Boldog Janka (1264−1306) Istennek szentelt szűz
- Citta di Castelloi Boldog Margit (1287−1320) Istennek szentelt szűz

Születésétől fogva vak volt, de Isten rendkívül világos értelemmel és mély hittel ajándékozta meg, ily módon számtalan ember tanácsadója és vigasztalója lett.
- Botti Boldog Villana (1332−1361) családanya
- Sziénai Szent Katalin (1347−1380) Istennek szentelt szűz, egyháztanító
- Mantovai Boldog Andreasi Hozsanna (1449−1515), Istennek szentelt szűz
- Boldog Fortescue Adrián (1476−1894) családapa, vértanú.

Boleyn Anna unokatestvére volt, katolikus hite miatt VIII. Henrik angol király kivégeztette.
- Mattei / Racconigi Boldog Katalin (1486−1547) Istennek szentelt szűz

Megkapta Krisztus stigmáit.
- Kotori Boldog Hozsanna (Kosic Katalin) (1493−1565) remete

Montenegróból származó konvertita cselédlány. Életszentsége a katolikusokat és az orthodoxokat egyaránt megrendítette. Kortársai imáinak tulajdonították, hogy Kotor megmenekült a török támadástól.
- Bagnesi Boldog Mária Bartolomea (1514−1547) Istennek szentelt szűz
- Limai Szent Róza (1586-1617) Istennek szentelt szűz
- Montforti Grignon Szent Lajos Mária (1673−1716), pap
- Boldog Jarrige Katalin (1754−1834)

Szegények és betegek támogatója, a Nagy Francia Forradalom idején bújtatta és támogatta az üldözött papokat.
- Sigrid Undset (1882−1945) édesanya

Nobel-díjas írónő, felnőtt korában tért katolikus hitre, ezzel egyidőben belépett a domonkos világi harmadrendbe.
- Boldog Pier Giorgio Frassati (1901−1925)

Olasz szociális aktivista; egyetemista.